# Pingvin (képregényszereplő)
Pingvin egy kitalált szereplő, egy Gothamben tevékenykedő bűnöző a DC Comics képregényeiben. Batman egyik legrégebbi ellenfele.
Pingvin az 51. a minden idők 100 legnagyobb képregényes ellenfeleit felvonultató weblapon.

## Jellemzése
Oswald Chesterfield Cobblepotként született egy gazdag nemesi családban, ám amikor szülei meglátták testi elváltozásait, kitagadták és a csatornákba küldték. A gyermeket pingvinek nevelték fel. Így miután felnőtt, agyafúrt bűnözővé vált, aki bűnbandája élén hamarosan Batmannel is összetűzésbe keveredett.
Lásd még egy angol nyelvű oldalon:

## Kinézete
Oswald ujjai között úszóhártyák feszülnek, és alkata, arcvonásai is a pingvinekre emlékeztetnek.
Előkelő úriemberként igyekszik öltözködni, ezért mindig kemény kalapot és szmokingot visel. A torz kezeit kesztyűvel takarja. Szinte mindig cigarettát szív szipkával.

## Fegyverzete
Különféle fegyvereit rendszerint esernyőnek álcázza. Vagyis többek közt használ esernyőbe épített gépfegyvert is.

## Képességei
Pingvin képes irányítani a pingvineket, így a Batman visszatér című mozifilmben császárpingvinekből szervezett magának hadsereget.
Ugyanakkor mivel egy sajnálatraméltó, ám tisztességes úriembernek adja ki magát, így a közvélemény jóindulatára is számíthat.

## Lakhelye
Legismertebb búvóhelye Gotham City állatkertje, annak is a téli kertje.

## Filmekben
Pingvin szerepelt az 1966 és 1968 között futott Batman tévésorozatban, illetve az ez alapján készült 1966-os mozifilmben, melyekben Burgess Meredith alakította őt. Szintén szerepelt az 1992-es Batman rajzfilmsorozatban (Batman Animated series). Majd az 1992-es Batman visszatér című mozifilmben Danny DeVito alakításában.
Lásd még: Batman tv-s szerepléseinek története

## Fordítás
- Ez a szócikk részben vagy egészben  a   Penguin (comics) című angol Wikipédia-szócikk fordításán alapul.  Az eredeti cikk szerkesztőit annak laptörténete sorolja fel. Ez a jelzés csupán a megfogalmazás eredetét és a szerzői jogokat jelzi, nem szolgál a cikkben szereplő információk forrásmegjelöléseként.